# Mirosław Wędrychowicz
Mirosław Wędrychowicz (ur. 11 października 1960 w Bieczu) – polski samorządowiec, nauczyciel, od 2005 do 2014 starosta powiatu gorlickiego, od 2014 burmistrz Biecza.

## Życiorys
Ukończył studia z zakresu fizyki w Państwowej Wyższej Szkole Pedagogicznej w Krakowie. Od 1991 do 2005 pełnił funkcję dyrektora Zespołu Szkolno-Przedszkolnego w Libuszy. W 1998 wybrany radnym powiatu gorlickiego z listy Małopolskiego Ruchu Samorządowego Ziemi Gorlickiej. W 2002 uzyskał ponownie mandat radnego powiatu gorlickiego oraz wszedł w skład zarządu powiatu. W 2005 zastąpił na stanowisku starosty Witolda Kochana, powołanego na urząd wojewody małopolskiego.
W wyborach samorządowych w 2006 po raz trzeci uzyskał mandat radnego powiatu. Został też po raz drugi wybrany na urząd starosty gorlickiego. Od lipca 2008 przewodniczy Małopolskiemu Ruchowi Samorządowemu Ziemi Gorlickiej.
W 2014 wygrał wybory na stanowisko burmistrza miasta i gminy Biecz uzyskując 57,76% poparcia w I turze wyborów.
Działa w lokalnych organizacjach – Stowarzyszeniu na Rzecz Pomocy Rodzinie Nadzieja w Bieczu i Galicyjskim Stowarzyszeniu Edukatorów w Rzeszowie (przewodniczący w nim komisji rewizyjnej).
Odbył studia podyplomowe w zakresie zarządzania oraz posiada certyfikat trenerski Institut des Bundes in Wien w zakresie andragogiki.